# Be Genki (Naseba Naru!)
Be Genki (Naseba Naru!) (Be 元気 (成せば成るっ!) Anímate (¡Puedes Hacerlo Si lo Intentas!)?) es el 28º single de Berryz Kobo. El sencillo fue lanzado el 21 de marzo de 2012.

## Información
El vídeo musical fue grabado en Minato Mirai 21, Yokohama, Kanagawa. Se puede ver en el vídeo el "Cosmo Clock 21". El video musical de Be Genki (¡Naseba Naru!) Es uno de los 14 videos musicales para un lado A que tiene más de 1,000,000 de visitas en el canal oficial de YouTube de Berryz Koubou.

## Lista de Canciones

### CD
- Be Genki <Naseba Naru!>
- Mou, Kodomo Janai Watashi Nano ni... (もう、子供じゃない私なのに...; Hey, Aunque no Sea una Niña...)
- Be Genki <Naseba Naru!> (Instrumental)

### DVD Edición Limitada A
- Be Genki <Naseba Naru!> (Night View Dance Ver.)

### DVD Edición Limitada B
- Be Genki <Naseba Naru!> (Close-up Berryz Koubou Ver.)

### Single V
- Be Genki <Naseba Naru!>
- Be Genki <Naseba Naru!> (Close-up Ver.)
- Making of (メキング映像)

### Event V
- Be Genki <Naseba Naru!> (Shimizu Saki Solo Ver.)
- Be Genki <Naseba Naru!> (Tsugunaga Momoko Solo Ver.)
- Be Genki <Naseba Naru!> (Tokunaga Chinami Solo Ver.)
- Be Genki <Naseba Naru!> (Sudo Maasa Solo Ver.)
- Be Genki <Naseba Naru!> (Natsuyaki Miyabi Solo Ver.)
- Be Genki <Naseba Naru!> (Kumai Yurina Solo Ver.)
- Be Genki <Naseba Naru!> (Sugaya Risako Solo Ver.)

## Miembros Presentes
- Saki Shimizu
- Momoko Tsugunaga
- Chinami Tokunaga
- Maasa Sudō
- Miyabi Natsuyaki
- Yurina Kumai
- Risako Sugaya